# ستوپرون
ستوپرون (به انگلیسی: Setoperone) با فرمول شیمیایی C۲۱H۲۴FN۳O۲S یک ترکیب شیمیایی با شناسه پاب‌کم ۶۸۶۰۴ است. که جرم مولی آن ۴۰۱٫۵۰ g/mol می‌باشد. 